# Willemia delamarei
Willemia delamarei är en urinsektsart som beskrevs av N. Ramachandra Prabhoo 1971. Willemia delamarei ingår i släktet Willemia och familjen Hypogastruridae. Inga underarter finns listade i Catalogue of Life.